# Robert Tessier
Robert Tessier (Lowell (Massachusetts), 2 juni 1934 – aldaar, 11 oktober 1990) was een Amerikaans acteur en stuntman. Ooit werkte hij als stuntfietser in het circus. Zijn filmdoorbraak kwam pas op 33-jarige leeftijd.
De gespierde, kaal geschoren Tessier specialiseerde zich in schurkenrollen in de jaren 70 en 80.
Hij diende in de Koreaanse Oorlog en verdiende er een Purple Heart en Silver Star mee. Later vormde hij met acteur Hal Needham het bedrijf Stunts Unlimited.
Ook is hij in de VS bekend als Mr. Clean uit verscheidene commercials.
Hij was een begenadigd meubelmaker, en maakte vele meubelstukken voor zijn collega's. In oktober 1990 stierf hij aan kanker, 56 jaar oud.

## Filmografie (als acteur)
- Fists of Steel (1991) - Zeeman
- Fertilize the Blaspheming Bombshell (1990) - Devil-master
- Future Force (1990) - Becker
- B.L. Stryker (televisieserie) - Rol onbekend (afl. Auntie Sue, 1989)
- One Man Force (1989) - Wilson
- Nightwish (1989) - Stanley
- Beverly Hills Brats (1989) - Slick
- No Safe Heaven (1987) - Randy
- Sledge Hammer! (televisieserie) - Rol onbekend (afl. Desperately Seeking Dori, 1987)
- Amazing Stories (televisieserie) - Woodsman (afl. Hell Toupee, 1986)
- The Fall Guy (televisieserie) - Schurk (afl. Tag Team, 1986)
- Spenser: For Hire (televisieserie) - Rol onbekend (afl. Resurrection, 1985)
- The A-Team (televisieserie) - Doofstomme schurk (afl. Incident at Crystal Lake, 1985)
- The Lost Empire (1985) - Koro
- Avenging Angel (1985) - Tatoeëerder
- Magnum, P.I. (televisieserie) - Moordenaar (afl. Tran Quoc Jones, 1984)
- The Fix (1984) - Spook
- The Fall Guy (televisieserie) - Garvey (afl. King of the Cowboys, 1984)
- The A-Team (televisieserie) - Scully (afl. The Out-of-Towners, 1983)
- The Rousters (televisieserie) - Bender (afl. Everybody Loves a Clown, 1983)
- Manimal (televisieserie) - Zeeman die poker speelt (afl. Scrimshaw, 1983)
- Double Exposure (1983) - Barman
- CHiPs (televisieserie) - Zorn (afl. Tight Fit, 1982)
- The Fall Guy (televisieserie) - Garvey (afl. Colt Breaks Out: Part 2, 1982)
- The Sword and the Sorcerer (1982) - Verdugo
- Fantasy Island (televisieserie) - Flynt (afl. The Lady and the Monster/The Last Cowboy, 1981)
- The Fall Guy (televisieserie) - Gevangene (afl. That's Right', We're Bad, 1981)
- The Cannonball Run (1981) - Motorrijder
- Vega$ (televisieserie) - Sawyer, de huurmoordenaar (afl. Sudden Death, 1980)
- The Incredible Hulk (televisieserie) - Johnny (afl. Long Run Home, 1980)
- The Dukes of Hazzard (televisieserie) - Mitch Henderson (afl. The Runaway, 1980)
- Hart to Hart (televisieserie) - Verhuizer 1 (afl. Max in Love, 1979)
- Buck Rogers in the 25th Century (televisieserie) - Marcos (afl. The Plot to Kill a City: Part 1 & 2, 1979)
- Steel (1979) - Cherokee
- The Villain (1979) - Mashing Finger
- The Billion Dollar Threat (televisiefilm, 1979) - Benjamin
- Starsky and Hutch (televisieserie) - Soldaat/Barracuda (afl. Targets Without a Badge: Part 1 & 2, 1979)
- Starcrash (1979) - Thor
- Desperate Women (televisiefilm, 1978) - Bandiet (niet op aftiteling)
- Centennial (miniserie, 1978) - Rude Water (deel 1)
- Hooper (1978) - Amtrac, SWAT man
- The Last of the Mohicans (televisiefilm, 1977) - Magua
- Un autre homme, une autre chance (1977) - Blacksmith
- The Deep (1977) - Kevin
- Breakheart Pass (1975) - Levi Calhoun
- Hard Times (1975) - Jim Henry
- Doc Savage: The Man of Bronze (1975) - Nederlander
- Little House on the Prairie (televisieserie) - Jack Lame Horse (afl. Survival, 1975)
- How Come Nobody's on Our Side? (1975) - Motorrijder
- Kung Fu (televisieserie) - Aztec Warrior (afl. The Demon God, 1974)
- The Longest Yard (1974) - Shokner
- Gentle Savage (1973) - Greywolf
- The Velvet Vampire (1971) - Motorrijder (niet op aftiteling)
- The Jesus Trip (1971) - Other Police
- The Hard Ride (1971) - Rol onbekend
- Outlaw Riders (1971) - Beans
- Cry Blood, Apache (1970) - Two Card Charlie
- The Babysitter (1969) - Rol onbekend
- Five the Hard Way (1969) - Jake
- Run, Angel, Run (1969) - Bendeleider (niet op aftiteling)
- The Glory Stompers (1968) - Magoo
- The Born Losers (1967) - Cueball

## Filmografie (als stuntman)
- The Born Losers (1967, stuntcoördinator, niet op aftiteling)
- The Glory Stumpers (1968, niet op aftiteling)
- Run, Angel, Run (1969, niet op aftiteling)
- Cry Blood, Apache (1970, stuntcoördinator, tevens assistent-regisseur)

- Biblioteca Nacional de España: XX4611964
- Bibliothèque nationale de France: cb13900366w (data)
- International Standard Name Identifier: 0000 0000 0141 4310
- Library of Congress Control Number: no2013112717
- Système universitaire de documentation: 244417067
- Virtual International Authority File: 74038983
- WorldCat: E39PBJkxMf6jvykmykKtf6bfMP